# لوئیس ویلکینز
لوئیس ویلکینز (انگلیسی: Louis Wilkins; ۱۰ دسامبر ۱۸۸۲ – ۶ آوریل ۱۹۵۰) ورزشکار دو و میدانی اهل ایالات متحده آمریکا بود.